# Eric Bina
Pour les articles homonymes, voir Bina (homonymie).
Eric J. Bina (né en octobre 1964) est le cocréateur du fureteur (ou navigateur) Mosaic et un cofondateur de Netscape. En 1993, Bina, avec Marc Andreessen, écrivit la première version de Mosaic lorsqu'il travaillait comme programmeur au National Center for Supercomputing Applications (NCSA) à l'University of Illinois at Urbana-Champaign. 
Bina avait étudié à l'University of Illinois at Urbana-Champaign, y obtenant un diplôme de Bachelor of Science en Informatique en 1986 et un Master's degree en 1988. Il rejoignit le NCSA en 1991 comme programmeur. Bina et Andreessen y commencèrent à travailler sur Mosaic en décembre 1992 et obtinrent une version fonctionnelle en mars 1993. Mosaic fut alors mis sur l'Internet et est réputé être la première killer application qui popularisa l'Internet.
Eric est connu pour avoir été un très bon programmeur pendant la période où il travailla sur Mosaic, et possédait une légendaire capacité de travail caractérisée par plusieurs périodes de 48 heures de programmation en continu. Son titre officieux (tel que marqué sur ses cartes de visite) était "Unsung Hero".
En 1995, Bina et Andreessen reçurent un prix de l'ACM, le Software System Award.
Depuis 2006, Eric Bina vit à Champaign, Illinois, avec sa femme Marianne Winslett, professeure à UIUC, et leur fille.

## Source
- (en) Inventor of the Week Archive